# Ignacio Gil Lázaro
Ignacio Gil Lázaro (Valência, 23 de setembro de 1957) é um político espanhol que pertence ao Vox. Atualmente desempenha as funções de Vice-Presidente do Congresso dos deputados de Espanha, tendo sido eleito deputado pelo circulo eleitoral de Valência.

## Biografia
Casado e pai de quatro filhos, formou-se em direito. Entrou na política em 1980, quando ingressou na Aliança Popular, precursora do PP. Dois anos depois, foi eleito para o Congresso dos Deputados de Espanha, representando a região de Valência. Representou a área de 1982 a 1989, quando cumpriu um mandato no Senado espanhol pela mesma província. Voltou para a câmara baixa na eleição de 1993.
Numa de suas primeiras votações na legislatura de 2008, votou por engano no candidato do Partido Socialista Operário Espanhol (PSOE) a primeiro-ministro, José Luis Rodríguez Zapatero, erro que foi posteriormente corrigido.
Nas eleições de 2015, ficou em sétimo lugar na lista do PP e perdeu a cadeira quando o seu partido foi reduzido de nove cadeiras para cinco na Província.
Ignacio Gil Lázaro é uma figura controversa na política espanhola. Foi membro da ala radical do PP e é conhecido pelos seus discursos aguerridos aos partidos da oposição.
A 28 de abril de 2019 foi eleito deputado do Vox nas Cortes Gerais de Valência.